# Tatar

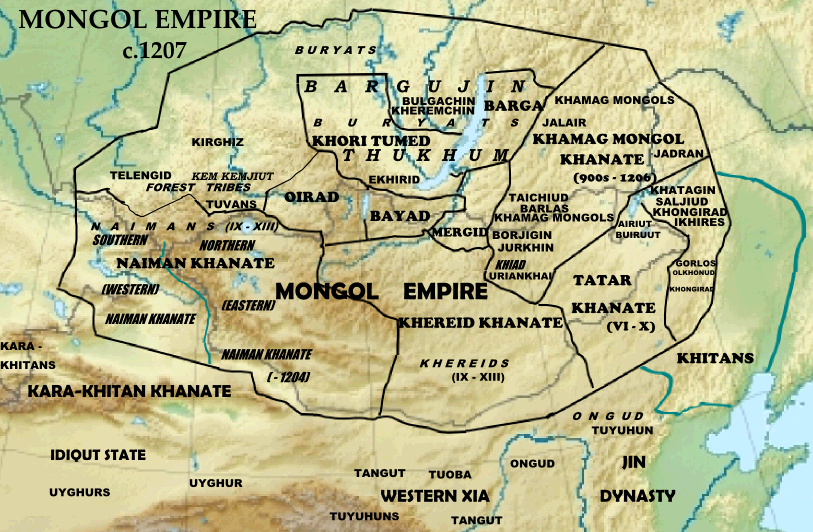
het Mongoolse Rijk in 1207, met de Tatar in het zuidoosten

De Tatar (Mongools: Татар, Tatar) waren een van de vijf grote Mongoolse stamverbanden (khanlig) op de Mongoolse Hoogvlakte in de 12e eeuw.
De naam wordt voor het eerst genoemd in de Kül Tigininscriptie als Otuz Tatar Bodun ("Stam van de Dertig Tatar").
De Tatar woonden in de 5e eeuw in de noordoostelijke Gobi. In de 10e eeuw kwamen ze onder de Liao-dynastie van de Kitan. Na de val van de Liao stonden ze onder druk van de Jin-dynastie der Jurchen, en streden tegen de andere Mongoolse stammen. De Tatar leefden toen op de weidegronden rond Hulun Nuur en Buir Nuur en beheersten een handelsroute naar China.
Met de stichting van het Mongoolse Rijk werden de Tatar door Dzjengis Khan onderworpen. Onder diens kleinzoon Batoe Chan trokken zij naar het westen, waarbij zij ook meerdere Turkse stammen met zich mee voerden.
De naam Tataren werd door de Russen en andere Europese volkeren gebruikt om Mongolen zowel als Turken onder Mongoolse heerschappij aan te duiden, met name degene onder de Gouden Horde. Bij de Europeanen werd het hele gebied ten oosten van de Oeral als Tartarije bekend. Later werd de naam door de Russen gebruikt om alle Turks- dan wel Mongoolstalige volkeren aan te duiden, en zelfs islamitische Kaukasusvolkeren. Tegenwoordig wordt ze gebruikt voor de meest Turkstalige moslims van Rusland, Oekraïne, Polen en Litouwen, met name de Wolga-Tataren, Krim-Tataren, Lipka-Tataren, Astrachan-Tataren, Nogai en Siberische Tataren.